# Cocalus murinus
Cocalus murinus là một loài nhện trong họ Salticidae.
Loài này thuộc chi Cocalus. Cocalus murinus được Eugène Simon miêu tả năm 1899.